# Toei-U-Bahn

Das Streckennetz von Toei

Toei (jap. 都営地下鉄, Toei chika tetsu, dt. „präfektur-betriebene U-Bahn“) ist die Bezeichnung von vier U-Bahn-Linien von Tokio, die vom Verkehrsamt der Präfektur Tokio verwaltet werden. Die übrigen neun Linien werden von Tōkyō Metro betrieben.
Toei wurde 1960 von der Präfektur Tokio gegründet. Sie transportiert täglich zwei Millionen Passagiere auf vier Linien mit 109 km Streckenlänge und 106 Bahnhöfen. Außerdem werden vom Städtischen Verkehrsamt auch die meisten Buslinien und die Toden-Arakawa-Linie, die einzige Straßenbahnlinie in Tokio betrieben.
Toei betreibt folgende U-Bahn-Linien:
|   | Name           | Strecke                     | Bahn- höfe | Länge   | Spurweite | Durchbindung zu anderen Linien                    | Besonderheiten                |
| - | -------------- | --------------------------- | ---------- | ------- | --------- | ------------------------------------------------- | ----------------------------- |
| A | Asakusa-Linie  | Nishi-magome–Oshiage        | 20         | 18,3 km | 1.435 mm  | Keisei Oshiage-Linie / Hokusō-Linie, Keikyu-Linie |                               |
| I | Mita-Linie     | Nishi-Takashimadaira–Meguro | 24         | 26,8 km | 1.067 mm  | Tōkyū Meguro-Linie                                |                               |
| S | Shinjuku-Linie | Shinjuku–Moto-Yawata        | 21         | 23,5 km | 1.372 mm  | Keiō-Linie                                        |                               |
| E | Ōedo-Linie     | Tochōmae–Hikarigaoka        | 36         | 40,7 km | 1.435 mm  |                                                   | Kleinprofillinie, Linearmotor |